# Amnatos
Amnatos è una comunità locale del comune di Rethymno (unità regionale) della regione di Creta istituita dalla riforma Kallikratis. Amnatos è un villaggio tradizionale classificato in categoria II (medio valore culturale, Gazzetta Ufficiale 728/21-9-1995)  e si trova a 17 km a sud-est di Rethymno lungo la strada che conduce ad Arkadi.
Il villaggio è stato abitato dai tempi antichi e il suo nome ha probabilmente origine minoica.
L'area di Amnatos è stata occupata dai Veneziani e Ottomani. Oggi, la comunità locale si compone di quattro insediamenti: Amnatos, Kapsaliana, Pikris e il monastero di Arkadi
Popolazione di Amnatos 
| Insediamento        | 1940 | 1951 | 1961 | 1971 | 1981 | 1991 | 2001 |
| ------------------- | ---- | ---- | ---- | ---- | ---- | ---- | ---- |
| Amnatos             | 372  | 328  | 276  | 213  | 193  | 196  | 147  |
| Kapsaliana          | 58   | 31   | 27   | 16   | 12   | 4    | 2    |
| Monastero di Arkadi | 40   | 60   | 32   | 23   | 18   | 13   | 9    |
| Pikris              | 183  | 205  | 151  | 111  | 121  | 77   | 64   |
| Totale              | 653  | 624  | 486  | 363  | 344  | 290  | 222  |

## Edifici importanti
Tra i numerosi edifici veneziani nel villaggio di Amnatos, c'è anche una casa con un timpano che riporta la scritta: INITIUM SAPIENTE TIMOR DOMINI  
C'è anche un Museo del folklore e un Museo Civico di Storia dell' Educazione greca.
Amnatos è il villaggio natale di Harikleia Daskalaki, un'eroina dell'olocausto del Monastero di Arkadi . Una statua di questa donna si trova nella piazza del villaggio.

## Infrastrutture e trasporti
C'è un servizio di autobus (KTEL) da Rethymnon per Myriokefala.

## Νote
1. ↑  Antonogiannakis Michael, The Vrisinas, The Mount Rethemnous, topographic, geographic, historical, social and folkloric perspective, Athens 2010 (in greek), p 382
2. ↑  Left. Kryovrysanakis, Rethymniotikos Digest, Typospoudi versions, Rethymnon 1993, pp. 89
3. ↑  Papyrus Larousse Britannica, Athens, 1996, Volume 7
4. ↑   Ottoman Settlements, su digitalcrete.ims.forth.gr, Institute for Mediterranean Studies, Digital Crete. URL consultato l'11 aprile 2012 (archiviato dall'url originale il 29 aprile 2015).
5. ↑   Hellenic Statistical Authority, Digital Library (ELSAT), Census (Greek and English).
6. ↑   Private Buildings, The doorframe in the village of Amnatos, su rethymnon.gr, Tourism Promotion Committee of Rethymno Prefecture. URL consultato l'11 aprile 2012 (archiviato dall'url originale il 16 ottobre 2014).
7. ↑   The rewarded settlements in Rethymno, Amnatos 2005, su rethymnon.gr, Tourism Promotion Committee of Rethymno Prefecture. URL consultato l'11 aprile 2012 (archiviato dall'url originale il 20 settembre 2012).
8. ↑   Itinerary: Rethymno - Platanias - Adele - Amnatos - Arkadi - Eleftherna - Ancient Eleftherna - Margarites - Hani Alexandrou - Rethymno, su rethymnon.gr, Tourism Promotion Committee of Rethymno Prefecture. URL consultato l'11 aprile 2012 (archiviato dall'url originale il 20 settembre 2012).
9. ↑  (DE) Bus timetables, su bus-service-crete-ktel.com. URL consultato il 21 aprile 2012 (archiviato dall'url originale il 21 marzo 2013).